# Federação Portuguesa de Voleibol
Die Federação Portuguesa de Voleibol (FPV, port. für: Portugiesische Volleyball-Föderation) ist der Dachverband für Volleyball (port.: Voleibol) und Beachvolleyball (port.: Voleibol de praia) in Portugal. Die FPV hat ihren Sitz in Porto.

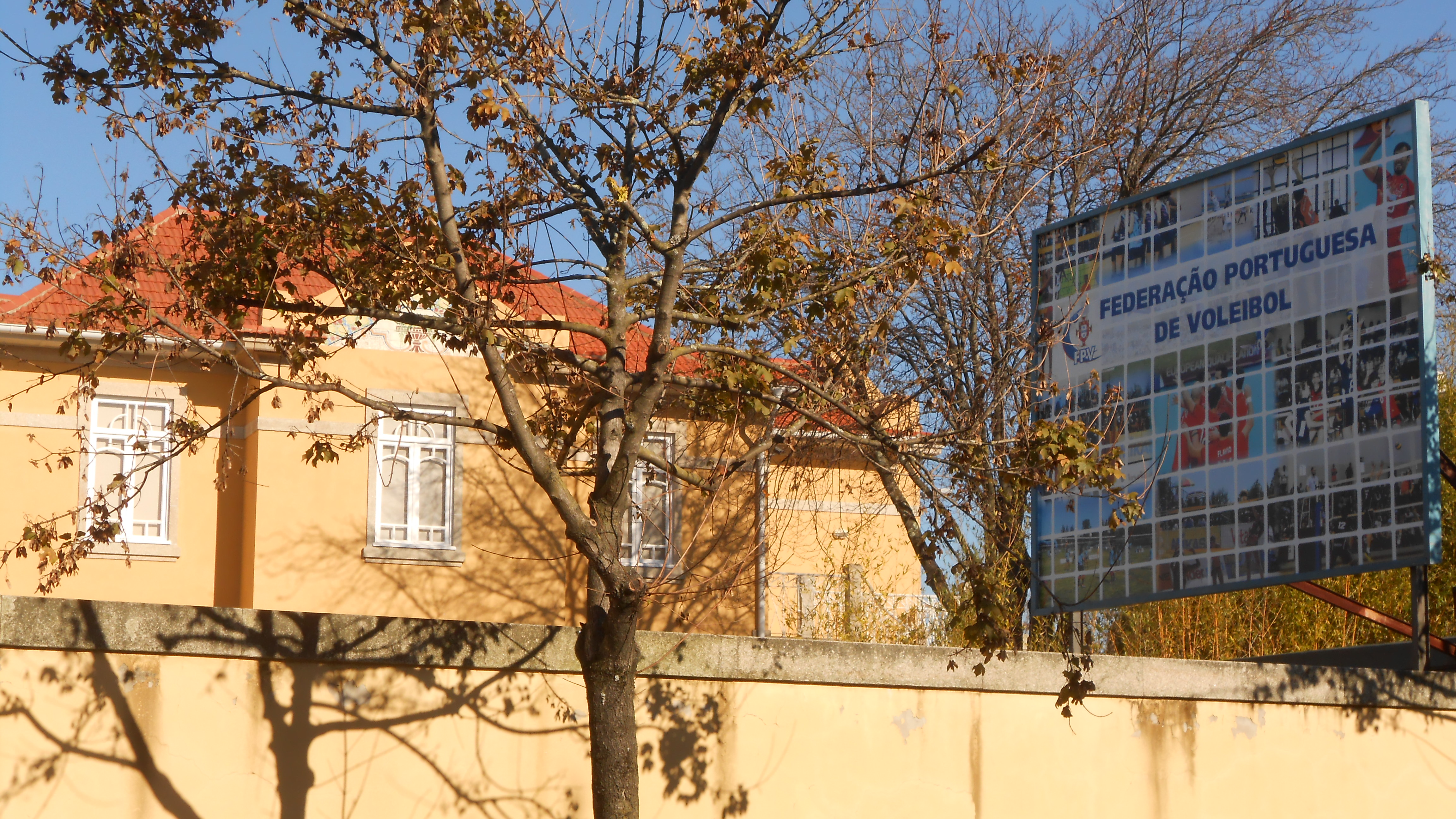
Der Verbandssitz in Porto

## Geschichte

### Vorgeschichte bis zur Gründung 1947
Das Volleyballspiel kam durch amerikanische Soldaten nach Portugal, die im Ersten Weltkrieg auf den Azoreninseln stationiert waren. Der Ingenieur António Cavaco von der Azoreninsel São Miguel brachte das Spiel während seines Studiums nach Lissabon. Nachdem kurz zuvor erstmals das komplette Volleyball-Regelwerk in Portugal veröffentlicht wurde, konstituierte sich am 28. Dezember 1938 mit der Associação de Voleibol de Lisboa der erste Volleyballverband in Portugal.
Der erste Volleyballverein wurde der Campolide Atlético Clube aus der Lissaboner Gemeinde Campolide, dem schnell weitere Vereine folgten. Auch etablierte Sportvereine wie Belenenses Lissabon, Benfica Lissabon, und Sporting Lissabon gründeten Volleyballsektionen. Das erste Volleyballturnier und die erste Meisterschaft organisierte der Verband aus Lissabon 1939/40, Sieger wurde die Associação de Estudantes do Instituto Superior Técnico (AEIS Técnico), der Sportverein der Studenten des Instituto Superior Técnico.
1942 gründeten eine Reihe Vereine in Porto den dortigen Volleyballverband Associação de Voleibol do Porto. Am 23. Juni 1946 traten erstmals Auswahlen der beiden Verbände gegeneinander an, Lissabon gewann 2:0. 1946/47 wurde eine erste landesweite Meisterschaft ausgespielt, die wieder die AEIS Técnico gewann.

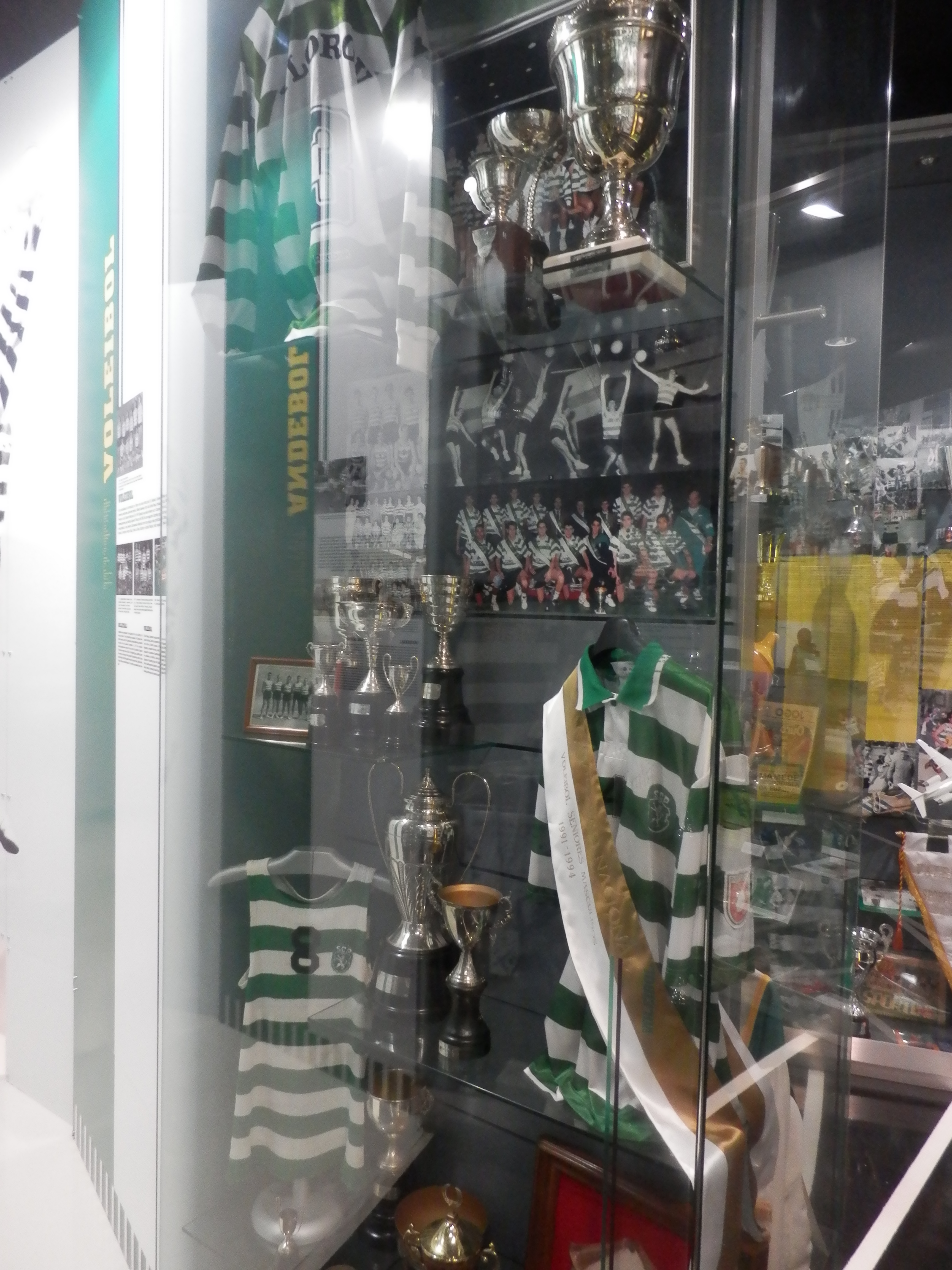
Exponate zur Volleyballgeschichte im Museum von Sporting Lissabon

### Von 1947 bis 1999
Am 7. April 1947 gründete sich in Lissabon die Federação Portuguesa de Voleibol, erster Präsident wurde Guilherme Sousa Martins. Wenig später war die FPV Gründungsmitglied des Welt-Volleyballverbandes Fédération Internationale de Volleyball in Paris. Bei der ersten Volleyball-Europameisterschaft 1948 in Rom erreichte die Auswahl Portugals den vierten Platz, ihre bis heute beste Platzierung bei dem Turnier.
Die erste landesweite Meisterschaft der Frauen wurde 1959/60 ausgespielt, Sieger wurde der SC Espinho. Das zuständige Ministerium der Salazar-Diktatur begann indes, die Arbeit der FPV zu erschweren. Internationale Teilnahmen der Nationalmannschaft etwa wurden erst nach der Nelkenrevolution 1974 und dem Ende des autoritären Estado Novo-Regimes wieder möglich. So organisierte die FPV 1979 die Endrunde der Jugend-Europameisterschaften. Die Nationalmannschaften der Männer und der Frauen nahmen am Spring Cup teil und erhielten so erstmals wieder die Möglichkeit, sich international zu messen. Ab 1990 organisierte die FPV in Zusammenarbeit mit dem öffentlich-rechtlichen Fernsehen der RTP ein internationales Turnier. Weitere von der FPV organisierte Turniere waren die dritte Jugend-Weltmeisterschaft 1991 in Lissabon und Porto und der Spring Cup 1995, den die portugiesische Auswahl als Dritter beendet (nach einem zweiten Platz im Jahr zuvor).
1993 veranstaltete die FPV erstmals eine Landesmeisterschaft im Beachvolleyball, und im vorolympischen Jahr 1995 machten die World Series of Beach Volley zweimal Halt in Portugal. 1996 veranstaltete die FPV ein Turnier mit den Nationalmannschaften aus Kanada, Bulgarien und Venezuela, bei dem Portugal Zweiter wurde. Das Turnier diente der Vorbereitung für Olympia 1996. Dort unterlag das portugiesische Männerduo Luis Maia/João Brenha im Spiel um Platz drei dem kanadischen Duo John Child/Mark Heese. Einige der erfolgreichsten Olympiateilnehmer nahmen danach am Beach Volleyball Grand Slam Turnier in Espinho teil, was die Aufmerksamkeit der breiten Öffentlichkeit in Portugal auf den Sport lenkte. 1998 organisierte die FPV zudem in Porto, in Zusammenarbeit mit dem Weltverband FIVB, das IV. Weltsymposium Volleyball-spezifischer Sportmedizin.
1999 war von besonderer Aktivität der FPV geprägt. So veröffentlichte sie erstmals das eigene, dreimonatlich erscheinende Magazin O Voleibol, und startete zudem den elektronischen Nachrichtendienst ProVolei Flash, um die Berichterstattung über Volleyball in den portugiesischen Medien zu erhöhen. Auch eine interaktive CD mit Regeln und Informationen zum Nachwuchsvolleyball Gira Volei brachte sie heraus. Im gleichen Jahr organisierte die FPV den ersten Volleyballkongress und das erste Länder-Volleyballturnier der Gemeinschaft der Portugiesischsprachigen Länder (CPLP), eine der Vorläuferveranstaltungen zu den Jogos da Lusofonia, den Sportwettkämpfen der Gemeinschaft. Auch die Aufnahme in die Volleyball-Weltliga der Nationalmannschaft Portugals erfolgte 1999.

### Von 1999 bis heute

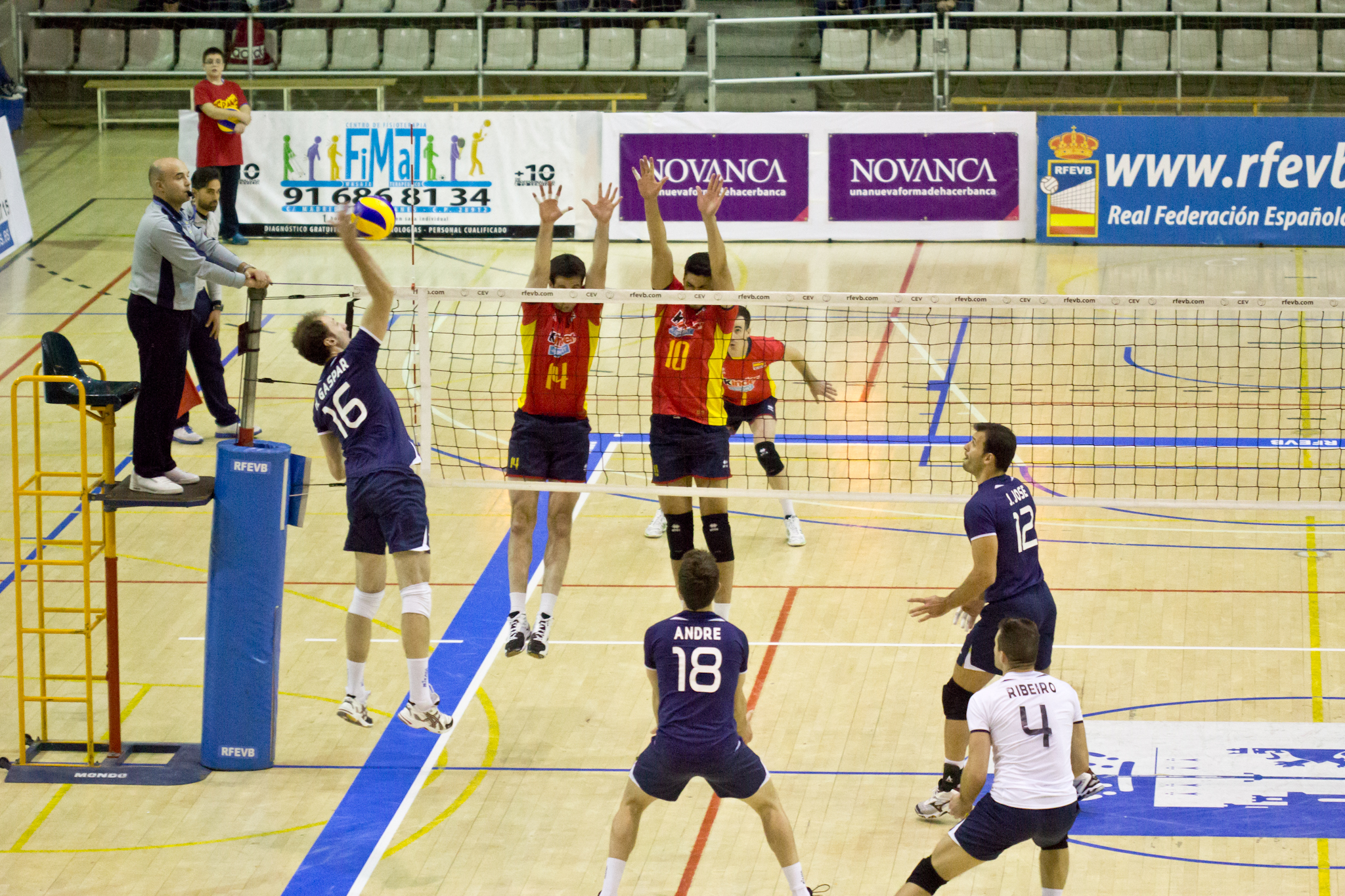
Die portugiesische Herren-Nationalmannschaft im Spiel gegen Gastgeber Spanien (Dezember 2013)

Im achten RTP-Volleyball-Turnier, das die FPV mit dem Fernsehsender in Guarda veranstaltete, nahmen in Vorbereitung zur Olympiade 2000 in Sydney die Nationalmannschaften von Deutschland, Japan, Polen und Portugal teil, und der Gastgeber erreichte den zweiten Platz. Für die Olympiade 2000 konnte sich die FPV-Auswahl nicht qualifizieren, jedoch wurde das Beachvolley-Duo Maia/Brenha, wie in Atlanta 1996, auch 2000 Vierter. Die folgende nationale Beachvolley-Meisterschaft mit acht Spielstätten brachte der FPV stärkere Unterstützung durch Medien und Kommunen, und zahlreiche neue Sponsoren, und in der Folge eine stärkere Professionalisierung und öffentliche Wahrnehmung.
2002 erreichte die portugiesische Männer-Nationalmannschaft bei der Weltmeisterschaft mit dem achten Platz ihre bisher beste Platzierung. Alle ihre Spiele wurden zudem vom portugiesischen Sportsender Sport TV übertragen. Die portugiesische Beachvolley-Meisterschaft des Jahres wurde danach an zehn Terminen über drei Monate ausgespielt, und eine Reihe von Spielen wurden im Fernsehen übertragen. Zudem erweiterte die FPV die Zahl der Vereine der Landesmeisterschaft (Campeonato Nacional da Divisão A1) auf zwölf Mannschaften.
2004 organisierte die FPV den 29. Weltkongress der FIVB in Porto, wo sie zudem ihren neuen Sitz bezog. Im September des Jahres qualifizierte sich dazu die FPV-Auswahl, in der zweiten Qualifikationsphase in Deutschland, erstmals seit 1956 wieder für die Männer-Europameisterschaft. Im Beachvolleyball wurden die Landesmeister nun nach zwölf (Männer) bzw. sechs (Frauen) Runden in Esposende ausgespielt. 2004 richtete die FPV zusammen mit der FIVB und dem Volleyball-Regionalverband von Madeira die U-21 Weltmeisterschaft auf der portugiesischen Insel Porto Santo aus.
Die FPV organisierte 2007 die Portugal Open der FIVB World Tour (damals Swatch FIVB Beach Volley World Tour), womit erstmals die Endrunde eines internationalen Männer-Volleyball-Turniers in Portugal ausgetragen wurde. Im gleichen Jahr eröffnete die FPV in Resende ihr Volleyball-Leistungszentrum (Centro de Alto Rendimento, CAR). Das Nachwuchsvolleyballspiel der FPV, das Gira Volei, erreichte 2007 die Zahl von landesweit 1.700 Spiel- und Trainingsstätten und erhielt mit giravolei.com einen eigenen Internetauftritt.
2008 fand die von der FPV organisierte U-23 Beachvolleyball-Europameisterschaft in Espinho statt. Gira Volei erreichte derweil 1.815 Spielstätten, feierte ihre Jahresveranstaltung im Estádio Nacional do Jamor, und brachte fortan mit O Gira-Volei eine zweimonatige eigene Zeitschrift heraus.
2010 gewann die FPV-Auswahl der Männer erstmals die Volleyball-Europaliga und qualifizierte sich zudem für die Europameisterschaft 2011. 2011 kehrte sie außerdem in die Weltliga zurück. Im gleichen Jahr richtete die FPV in Porto die U-23 Europameisterschaften aus, die bei den Männern vom deutschen Duo Lars Flüggen/Stefan Köhler gewonnen wurde.

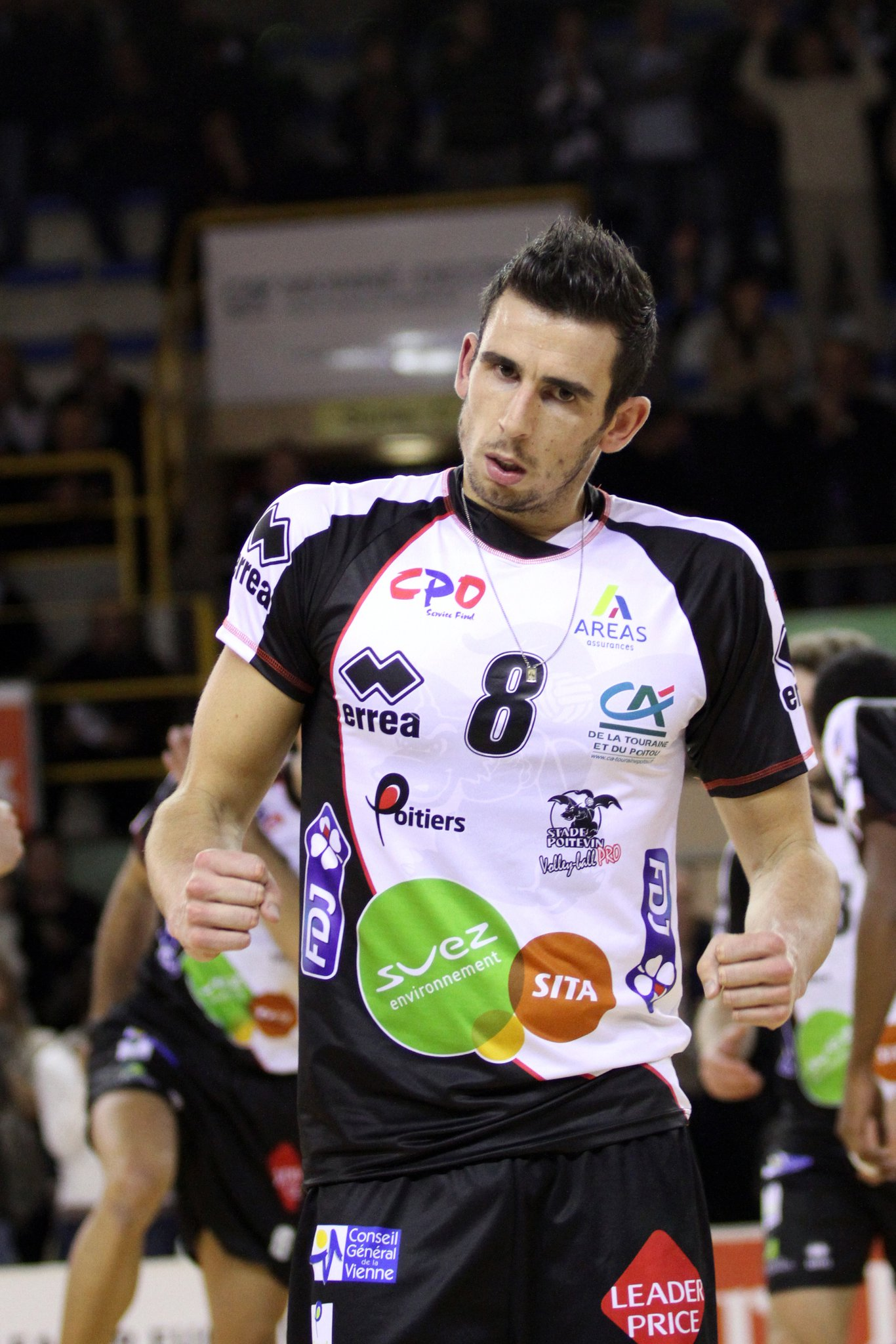
Nuno Pinheiro im Trikot des französischen Klubs SPVB aus Poitiers (2011)

## Persönlichkeiten
- Maria José Schuller (* 1965), olympische Beachvolleyballspielerin und mehrmalige portugiesische Meisterin
- Cristina Pereira (1968–2009), olympische Beachvolleyballspielerin und mehrmalige portugiesische Meisterin
- Miguel Maia (* 1971), 12-maliger portugiesischer Meister
- João José (* 1978), Bester Blockspieler der WM 2002, spielte neun Jahre in Deutschland, beim VfB Friedrichshafen
- Nuno Pinheiro (* 1984), Nationalspieler

## Organisationsstruktur
Die FPV war Gründungsmitglied des Internationalen Volleyballverbands FIVB (1947) und des Europäischen Verbands CEV (1963). Sie gehört dem Dachverband Confederação do Desporto de Portugal und dem Comité Olímpico de Portugal, dem Nationalen Olympischen Komitee Portugals an.

### Mitglieder
In der FPV sind die regionalen Volleyballverbände der Distrikte Kontinental-Portugals und der zwei Regionen Azoren und Madeira organisiert. Derzeit bestehen 18 regionale Volleyballverbände (in Klammern der Distrikt bzw. Region):
| - Associação de Voleibol do Porto (Porto) - Associação de Voleibol de Lisboa (Lissabon) - Associação de Voleibol de Braga (Braga) - Associação de Voleibol de Coimbra (Coimbra) - Associação de Voleibol da Guarda (Guarda) - Associação de Voleibol do Alentejo (Évora, Portalegre und Beja) - Associação de Voleibol de Leiria (Leiria) - Associação de Voleibol de Viana do Castelo (Viana do Castelo) - Associação de Voleibol de Viseu (Viseu) | - Associação de Voleibol de Vila Real (Vila Real) - Associação de Voleibol do Algarve (Faro) - Associação de Voleibol da Madeira (Madeira) - Associação de Voleibol da Ilha da Terceira (Azoren) - Associação de Voleibol da Ilha de São Miguel (Azoren) - Associação de Voleibol da Ilha do Faial (Azoren) - Associação de Voleibol da Ilha do Pico (Azoren) - Associação de Voleibol da Ilha de Santa Maria (Azoren) - Associação de Voleibol de Bragança (Bragança) |

Dazu kommt der Unterverband Gira FPV (Verband für Nachwuchsvolleyball, port.: Gira-Volei).
Nicht erwähnt sind hier die zahlreichen Volleyballvereine und institutionellen Mitglieder des Verbandes.

### Organe
Präsident ist Vicente Henrique Gonçalves de Araújo. Neben dem Präsidium und der Generalversammlung verfügt die FPA über vier weitere Organe:
- Conselho de Disciplina (dt.: Disziplinarrat)
- Conselho de Justiça (dt.: Gerichtsrat)
- Conselho Fiscal (dt.: Aufsichtsrat oder auch Kontrollrat)
- Conselho de Arbitragem (dt.: Schlichtungsrat)

## Aktivitäten

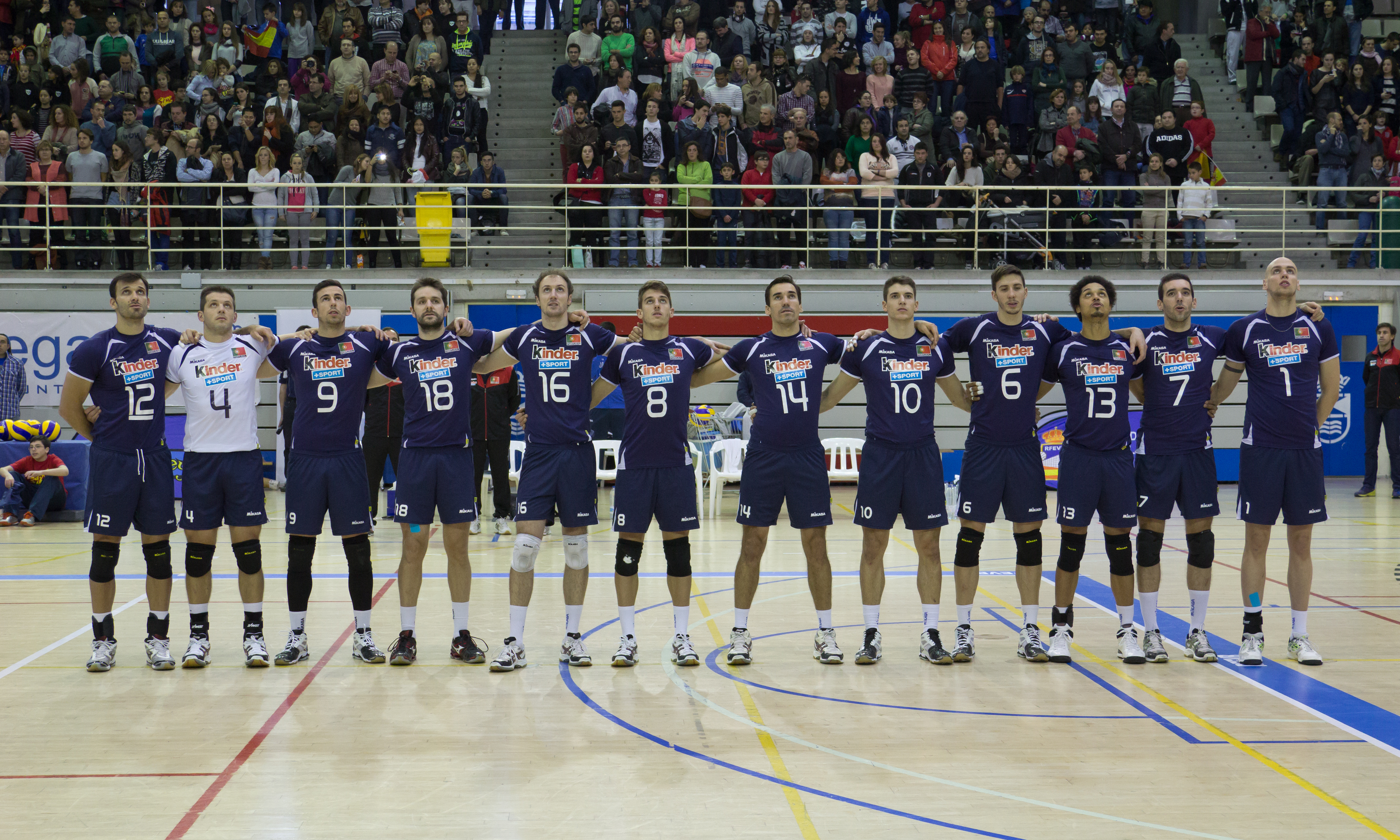
Die portugiesische Herren-Nationalmannschaft (Dezember 2013)

Die von der FPV organisierte Männer-Nationalmannschaft erreichte als beste Ergebnisse einen achten Platz bei der Weltmeisterschaft 2002, einen vierten Platz bei der ersten Europameisterschaft 1948 und einen fünften Platz in der Weltliga 2005. Außerdem konnte sie die Europaliga 2010 gewinnen.
Die FPV organisiert die Teilnahme aller Volleyball-Nationalmannschaften Portugals (der Männer, der Frauen, und Jugendauswahlen) an internationalen Wettbewerben, darunter Olympiaden, Welt- und Europameisterschaften.
Die FPV richtet zudem landesweite Ligawettbewerbe aus, die Campeonatos Portuguêses de Voleibol, mit Frauen-, Männer- und Jugendligen. Die Sieger der jeweiligen ersten Liga (port.: Primeira Divisão) der Männer und der Frauen qualifizieren sich für die Volleyball Champions League.
Auch die regelmäßigen internationalen Trainerseminare, gelegentliche internationale Turniere, und die Portugal Open in Espinho richtet die FPV aus.
Im Beachvolleyball betreibt die FPV landesweite Ligawettbewerbe für Vereine und Einzel- und Doppelturniere. Dazu kommen verschiedene internationale Beachvolley-Turniere, die sie in Portugal veranstaltet. 1994 organisierte sie die Beachvolleyball-Europameisterschaft der Frauen in Espinho.
Mit dem dreimonatlich erscheinenden Magazin O Voleibol (dt.: Der Volleyball) bringt die FPV eine eigene Zeitschrift heraus. Diese wird online archiviert und ist allgemein abrufbar.
Im Rahmen der jährlichen FPV-Gala im Casino da Póvoa (in Póvoa de Varzim), gelegentlich auch im Casino de Espinho, vergibt der Verband seine Osório-Preise für Sportler, Aktive, Funktionäre und Kommunen, die sich im abgelaufenen Jahr um den Volleyball in Portugal verdient gemacht haben.
In Resende unterhält die FPV ihr Leistungszentrum (Centro de Alto Rendimento, CAR), ein weiteres in Lamego ist geplant.